# 一统河
一统河位于中华人民共和国吉林省南部，是辉发河右岸支流。发源于柳河县西南部龙岗山脉金厂岭，蜿蜒东北流经柳河县向阳镇、安口镇、县城柳河镇，过新发村（原新发乡）后进入梅河口市境内，经进化镇、杏岭镇、新合镇，在马家村以东开始成为梅河口和辉南县界河，继续北流至辉南县城朝阳镇南汇入辉发河。河长140.4千米，流域面积1547平方千米，河道平均比降0.9‰。年均径流量1.42亿立方米。一统河流域在柳河镇以上为低丘陵区，两岸多次生林，建有三仙夹国家森林公园；柳河镇以下河道渐宽，两岸多水田及柳丛。